# Surfside Beach (Teksas)
Surfside Beach – miasto w Stanach Zjednoczonych, w stanie Teksas, w hrabstwie Brazoria.